# New England Holocaust Memorial
(Elie Wiesel, Premio Nobel per la pace 1986, sopravvissuto all'Olocausto)
Il New England Holocaust Memorial, il memoriale dell'Olocausto del New England, si trova a Boston, nel Massachusetts. Risulta essere uno dei monumenti più visitati della città.

## Storia

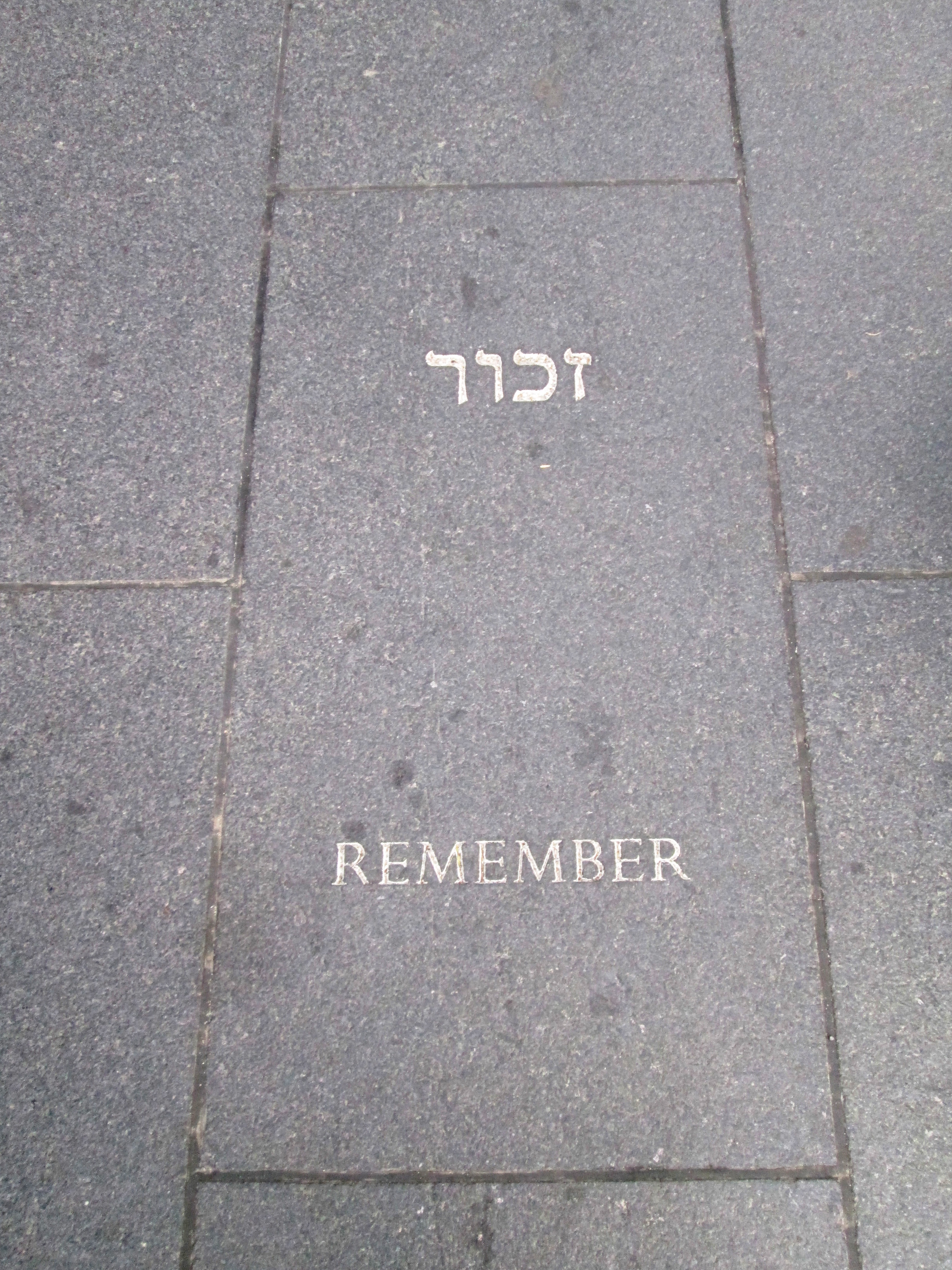
Remember.

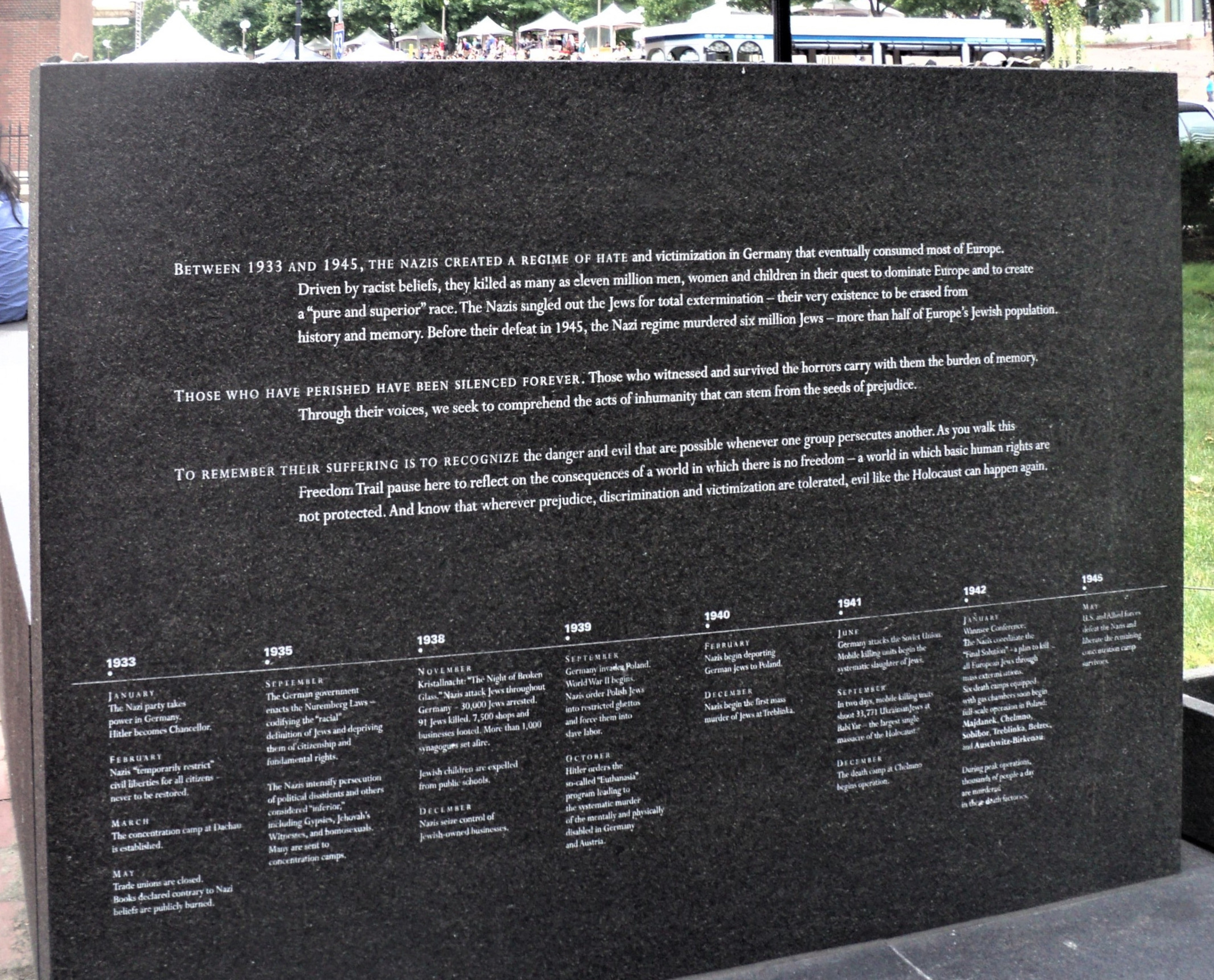
Lapide che sintetizza la storia dei campi di concentramento nazisti dal 1933 al 1945.

Nel 1986 Stephan Ross, polacco sopravvissuto all'Olocausto e naturalizzato statunitense, fondò un comitato per la creazione di un luogo della memoria a Boston. Coinvolse nell'iziativa Raymond Flynn, allora sindaco della città, ed altre personalità come Kevin W.Fitzgerald, figlio di uno dei militari che liberarono il campo di concentramento di Dachau.
Il monumento venne eretto a Boston nel 1995, cinquant'anni dopo la fine della seconda guerra mondiale.
Nel 2002 al memoriale venne aggiunto un monumento dedicato ai liberatori, completando il progetto iniziale di Ross.
Nel 2017 la struttura fu oggetto di alcuni atti vandalici e un responsabile venne arrestato.

## Descrizione
Il monumento è costituito da sei torri di vetro ed acciaio illuminate dall'interno alte circa diciotto metri. La scelta del sei richiama i sei milioni di ebrei uccisi con l'Olocausto, i sei principali campi di sterminio (Chełmno, Bełżec, Sobibór, Treblinka, Majdanek  e Auschwitz), sei candele commemorative e i sei anni, tra il 1939 e il 1945, durante i quali venne realizzata la soluzione finale, il periodo che portò alla morte il maggior numero di ebrei, a partire dalla fine del 1940. Sui vetri sono incisi anche numerosissimi altri numeri per rappresentano i tatuaggi applicati sulle braccia degli internati nei campi di concentramento e di sterminio.

## Finalità
La finalità del memoriale è mantenere viva la memoria della tragedia che ha colpito gli ebrei nella Germania nazista.

## Stephan Ross
Il monumento si deve alla volontà di Stephan Ross (nome originale Szmulek Rozental) nato nel 1931 a Łódź. Nel 1939 la cittadina venne invasa dalle truppe della Germania nazista e molti dei suoi residenti ebrei (circa un terzo del totale) furono o deportati o costretti a trasferirsi nel ghetto di Łódź.
Nel 1940 Ross fu mandato al campo di lavoro di Budzyń e in seguito conobbe molti altri campi di concentramento, sfuggendo più volte alla morte. Fu anche ad Auschwitz e alla fine a Dachau. Qui venne liberato dall'esercito degli Stati Uniti il 29 aprile 1945. Tutta la sua famiglia, a parte un fratello, morì nell'Olocausto.
Nel 1948 Ross si trasferì negli Stati Uniti cambiando il suo nome polacco Szmulek Rozental che divenne Stephan Ross. Venne in seguito arruolato dall'United States Army e combatté nella guerra di Corea. Poi si laureò, frequentò un master in psicologia all'Università di Boston infine ottenne il dottorato alla Northeastern University. Da tempo valutava il progetto e nel 1986 fondò il comitato che avrebbe poi portato alla costruzione del monumento.
Stephan Ross è morto il 24 febbraio 2020.